# Slave Trade Act 1807
De Slave Trade Act 1807 van 1 mei 1807, was een wet van het parlement van het Verenigd Koninkrijk die de slavenhandel in het Britse rijk verbood, niet de praktijk van de slavernij. De slavernij werd pas afgeschaft met de Slavery Abolition Act 1833.

## Achtergrond
Eind 18de, begin 19de eeuw domineerde het Britse Rijk de wereldeconomie. Mensen zoals William Wilberforce en de leden van de Society for Effecting the Abolition of the Slave Trade pleitten al lang voor de afschaffing van de slavenhandel.
De rol van Napoleon Bonaparte speelde ook een rol. Tijdens de Derde Coalitieoorlog (1803-1805) verklaarden de Fransen en de Britten elkaar de oorlog. Napoleon had onlangs de slavenhandel terug opgestart. In 1806 voerde hij een handelsblokkade in tegen de Britten. Een tegenreactie was nodige, de wereldwijde afschaffing van de slavenhandel, een niet onbelangrijke wereldhandel.

## Invloed
Na de goedkeuring van de wet van 1807 gebruikte Groot-Brittannië zijn diplomatieke invloed om andere landen onder druk te zetten om hun eigen betrokkenheid in de slavenhandel te beëindigen.

## Tekst
- An Act for the Abolition of the Slave Trade (en)